# آهاوا
آهاوا (عبری: אהבה‎) شرکت لوازم آرایشی اسرائیلی است، که در سال ۱۹۸۸ تأسیس شد و هم‌اکنون از شرکت‌های زیرمجموعه گروه فوسان می‌باشد.